# Lago Großer Zechliner
El lago Großer Zechliner (en alemán: Großer Zechlinersee) es un lago situado al norte del distrito rural de Prignitz Oriental-Ruppin —junto a la frontera con el estado de Mecklemburgo-Pomerania Occidental—, en el estado de Brandeburgo (Alemania); tiene un área de 180 hectáreas y una profundidad máxima de 5 metros.
Este es uno de los lagos que forman parte del sistema de lagos Rheinsberg.